# CD79a
CD79a (synonym B-Zell-Antigenrezeptorkomplex-assoziiertes Protein α-Kette) ist ein Oberflächenprotein und beteiligt an der humoralen Immunantwort.

## Eigenschaften
CD79a wird von B-Zellen gebildet. Es bindet an CD79b und wird mit diesem durch Disulfidbrücken verbunden. Zwei dieser Heterodimere binden an membrangebundene Antikörper der Subtypen mIgM oder mIgD und bilden somit den B-Zell-Rezeptor (BCR), an den Antigene binden. Im Anschluss wird der Antigen-Antikörper-BCR endozytiert.
CD79a ist notwendig für die Zelldifferenzierung von Pro-B-Zellen und Prä-B-Zellen. Es bindet unter anderem an CD79b und BLNK. Es fördert die Phosphorylierung und Autoaktivierung der Proteinkinase Syk. Durch die Bindung von BLNK wird es in die Nähe von Syk gebracht und durch Syk phosphoryliert. Es ist glykosyliert, phosphoryliert und methyliert. Es besitzt intrazellulär ein ITAM-Motiv, das nach Aktivierung des BCR phosphoryliert wird (im Menschen an Tyr188 und Tyr199, in Mäusen an Tyr182 und Tyr193). Dagegen hemmen Phosphorylierungen von Ser197, Ser203 und Thr209 die Tyrosin-Phosphorylierungen im Menschen, in Mäusen an Ser191, Ser197 und Thr203.
Bestimmte Gendefekte von CD79a sind mit einer Form der Agammaglobulinämie assoziiert.

## Anwendungen
CD79a ist ein Zelltypmarker von B-Zellen und ihren Vorläuferzellen und B-Zell-Lymphomen. Es wird oftmals in Kombination mit CD20 als Ziel einer Immunmarkierung verwendet.